# المبرك (حزم العدين)

تعديل مصدري - تعديل

المبرك محلة تابعة لقرية الاحشود، التابعة لعزلة حقين بمديرية حزم العدين إحدى مديريات محافظة إب في الجمهورية اليمنية، بلغ تعداد سكانها 54 حسب تعداد اليمن لعام 2004.